# Peng Yisong
Peng Yisong (chinesisch 彭奕淞, Pinyin Péng Yìsōng; * 13. November 2001) ist ein chinesischer Snookerspieler. Er qualifizierte sich 2022 über die CBSA China Tour für zwei Jahre für die professionelle World Snooker Tour.

## Karriere
Peng stammt ursprünglich aus Henan, doch seine Eltern schickten ihn bereits mit 12 Jahren in die Hauptstadt Peking, um dort seine Snooker-Fähigkeiten zu verbessern. Seit 2013 trainiert er dort an der CBSA World Snooker Academy des chinesischen Verbandes. Ab 2017 nahm er regelmäßig an internationalen Juniorenmeisterschaften teil. Mit einer Viertelfinalteilnahme bei der U21-Amateurweltmeisterschaft und zwei Halbfinalteilnahmen bei  den U18-Weltmeisterschaften 2018 und 2019 gelangen ihm erste Achtungserfolge. Auch in China feierte er vergleichbare Erfolge und etablierte sich als einer der aufstrebenden Amateurspieler des Landes.
2021 versuchte er, sich über die einmalig ausgetragenen CBSA Qualifiers für die Profitour zu qualifizieren. Er erreichte zwar das Viertel- bzw. Halbfinale, verpasste die angestrebte Qualifikation jedoch. Ein Jahr später qualifizierte er sich über die reguläre CBSA China Tour für die professionelle World Snooker Tour.
In seinem ersten Spiel als Profi gelang Peng ein Unentschieden gegen Judd Trump in der Championship League, aus welcher er trotzdem nach der ersten Runde ausschied. Beim German Masters gelang ihm der Einzug in die Runde der letzten 32, bei den Welsh Open erreichte er die Runde der letzten 64. Bei der UK Championship erreichte er die zweite Runde, ansonsten schied er bei Ranglistenturnieren stets in der ersten Runde aus. Zu Saisonende stand er auf Platz 115 der Weltrangliste. In der folgenden Saison erreichte er gleich viermal die Runde der letzten 64, unter anderem bei den Northern Ireland Open und dem European Masters. Bei der UK Championship und der Weltmeisterschaft gelang ihm jeweils der Einzug in die zweite Runde. Ende der Saison wurde er auf Platz 97 der Weltrangliste geführt.[veraltet]